# Шанське нагір'я
Шанське нагір'я — нагір'я у М'янмі.

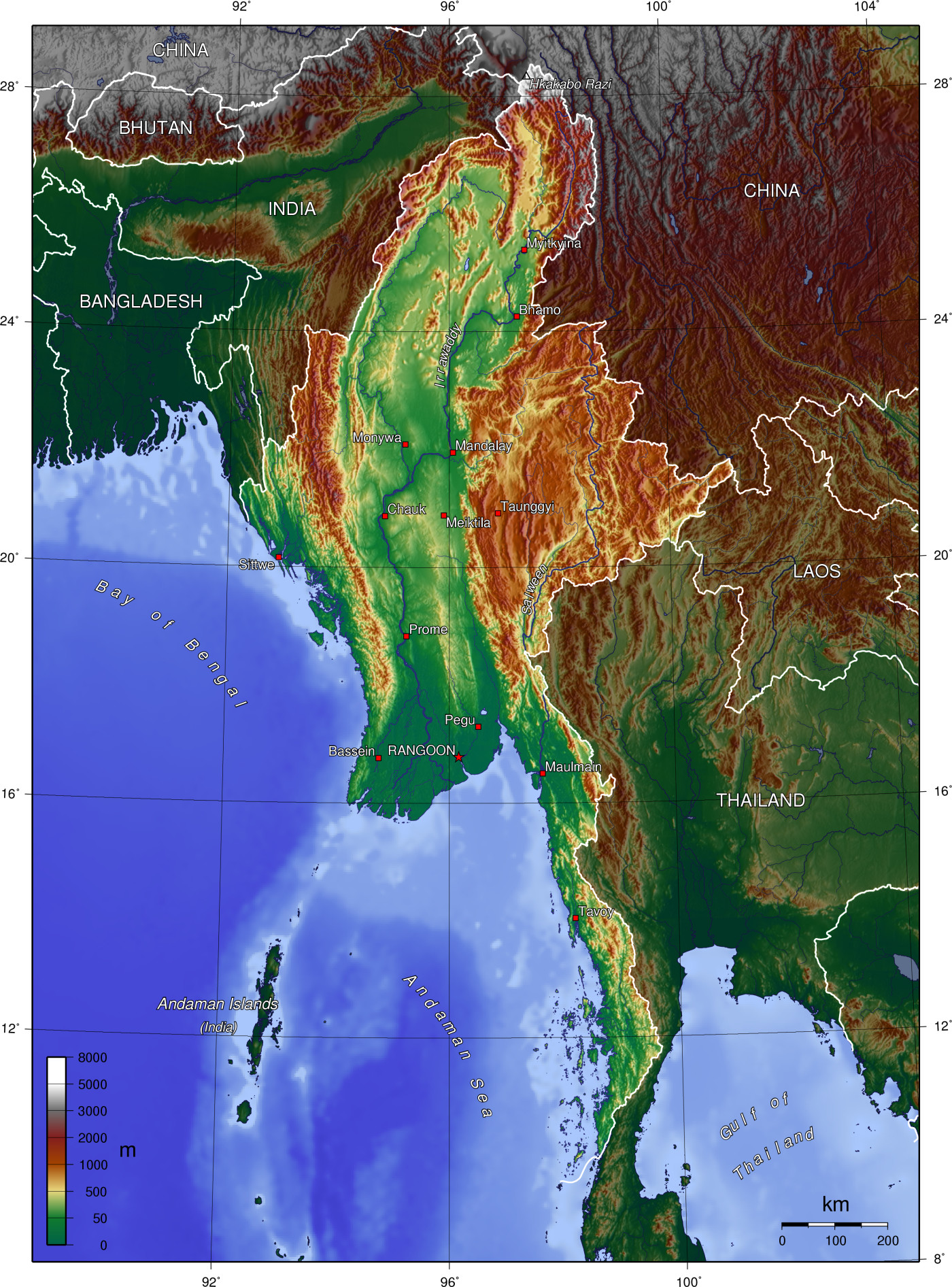
Топографічна карта М'янми

Відділене від Центральної рівнини меридіональним скидом у вигляді уступу висотою до 600 м.
Поверхня нагір'я сильно розчленована долинами річок. Декілька коротких річок течуть в широких долинах, вимитих у вапняках. Навпаки, найбільші річки Салуїн і М'їнге (ліва притока Іраваді) мають глибоко розрізані річища і рясніють порогами і водоспадами. У межах найбільшої дельти виросло місто Молам'яйн (Моулмейн).
Середня висота нагір'я бл. 900 м над р.м., над ним підіймаються гірські хребти з вершинами до 1800—2600 м над р.м.
Шанське нагір'я складене вапняками, пісковиками, гранітами і іншими породами.
На півночі змикається з масивом Путао і продовжується на схід на території Китаю, Лаосу і Таїланду.
На півдні — відносно вирівняний рельєф змінюється серією паралельних гірських хребтів, розділених річковими долинами, які місцями сильно вужчають.
На південному сході М'янми в районі Танінтаї (Тенассерім) сільськогосподарські угіддя тяжіють переважно до вузької прибережної рівнини, нечисленних вузьких долин і декількох невеликих дельт.